# Cella Monte
Cella Monte (Sela in piemontese) è un comune italiano di 453 abitanti della provincia di Alessandria, in Piemonte.

## Geografia fisica

### Territorio
Il paese si trova tra Casale Monferrato e Alessandria, in posizione defilata rispetto alla strada provinciale che collega i due centri, nel cuore dei Paesaggi Vitivinicoli del Monferrato che, insieme a quelli di Langhe e Roero, sono patrimonio dell'Unesco dal 2014.
Tutto il Monferrato e il territorio di Cella Monte in particolare è caratterizzato dall'abbondante presenza della cosiddetta Pietra da Cantoni, una pietra da costruzione miocenica, formata da strati marini calcarei e marnosi che sono stati datati al Burdigaliano-Langhiano (da 20 a 14 milioni di anni fa) sulla base dei microfossili in essi contenuti. Delle pietre formatesi durante il miocene, questa monferrina è riconosciuta come una delle più pregiate per erigere costruzioni, un primato condiviso in Italia con la ben più nota Pietra leccese. Le diverse tipologie e la qualità dei cantoni monferrini sono intimamente legate alle profondità del mare e alla tipica distribuzione dei sedimenti dalla costa verso il mare più profondo: dove il mare era relativamente meno profondo, tra cui appunto la zona di Cella Monte, i sedimenti erano più ricchi in carbonato di calcio e i cantoni, che assumono pertanto un colore giallastro, sono di conseguenza più resistenti e pregiati.

## Storia
Le prime attestazioni del nome del borgo risalgono al XII secolo, tanto nella forma plurale cellae che in quella singolare cella. Il toponimo deriva probabilmente dalle celle vinarie, gli infernòt, scavate anticamente nella pietra arenaria nell’area dove sorsero le prime abitazioni. Un’altra ipotesi attribuisce il nome ai piccoli monasteri (celle) sorti in questi luoghi.

## Monumenti e luoghi d'interesse
- Chiesa parrocchiale dei Santi Quirico e Giulitta, consacrata nel 1633
- Palazzo Volta: casa parrocchiale dalla seconda metà del XVII secolo, è oggi la sede dell'Ecomuseo della Pietra da Cantoni. Il palazzo costituisce un monumento di notevole interesse storico-artistico nell’ambito della cultura locale anche alla luce degli elementi architettonici emersi nella recente fase di restauro in cui sono tornati alla luce il loggiato realizzato con colonne in pietra da cantoni posto al primo e al secondo piano. Il complesso si affacciava a nord su un giardino pensile dalle notevoli dimensioni, sostenuto da un muro di contenimento ancora oggi esistente che si sviluppava da est a ovest con un andamento a gradoni[6][7]
- Castello, trasformato in abitazione signorile dalla famiglia Ardizzoni nel XVII secolo
- Palazzo Radicati, dimora di Pietro Secondo Radicati (1671-1729), vescovo di Casale Monferrato.[8]
- Chiesa di San Quirico, considerato protettore dei bambini
- Oratorio Sant'Antonio, con area verde circostante
- Gli "infernòt" sono piccole camere sotterranee tipiche del Monferrato, scavate nella Pietra da Cantoni senza luce ed aerazione, generalmente raggiungibili attraverso una cantina.[9] Le caratteristiche di temperatura e umidità costanti conferiscono a questi locali ottime proprietà di conservazione del vino imbottigliato. Sono diversi gli infernòt visitabili, sia a Cella Monte[10] sia nei dintorni, mappati dall'Ecomuseo locale che si occupa anche dell'organizzazione di visite guidate.[4]

## Amministrazione
Di seguito è presentata una tabella relativa alle amministrazioni che si sono succedute in questo comune.
| Periodo           | Periodo           | Primo cittadino       | Partito                             | Carica      | Note   |
| ----------------- | ----------------- | --------------------- | ----------------------------------- | ----------- | ------ |
| 13 giugno 1985    | 1º giugno 1990    | Fiora Maria Cavagnero | lista civica                        | Sindaco     | [ 11 ] |
| 1º giugno 1990    | 19 settembre 1990 | Giuseppe Coppo        | lista civica                        | Sindaco     | [ 11 ] |
| 25 settembre 1990 | 7 agosto 1991     | Cosimo Macrì          |                                     | Comm. pref. | [ 11 ] |
| 7 agosto 1991     | 18 novembre 1996  | Fiora Maria Cavagnero | Democrazia Cristiana                | Sindaco     | [ 11 ] |
| 18 novembre 1996  | 14 maggio 2001    | Giuseppe Arditi       | centro-sinistra                     | Sindaco     | [ 11 ] |
| 15 maggio 2001    | 30 maggio 2006    | Giuseppe Arditi       | lista civica                        | Sindaco     | [ 11 ] |
| 30 maggio 2006    | 16 maggio 2011    | Silvio Cosseta        | lista civica                        | Sindaco     | [ 11 ] |
| 16 maggio 2011    | 6 maggio 2016     | Carla Freddi          | lista civica: intenti comuni        | Sindaco     | [ 11 ] |
| 6 maggio 2016     | 3 ottobre 2021    | Maurizio Deevasis     | lista civica: uniti per Cella Monte | Sindaco     | [ 11 ] |
| 3 ottobre 2021    | in carica         | Maurizio Deevasis     | lista civica                        | Sindaco     | [ 11 ] |

## Società

### Evoluzione demografica
Negli ultimi cento anni, a partire dal 1921, la popolazione residente è dimezzata.
Abitanti censiti

## Galleria d'immagini

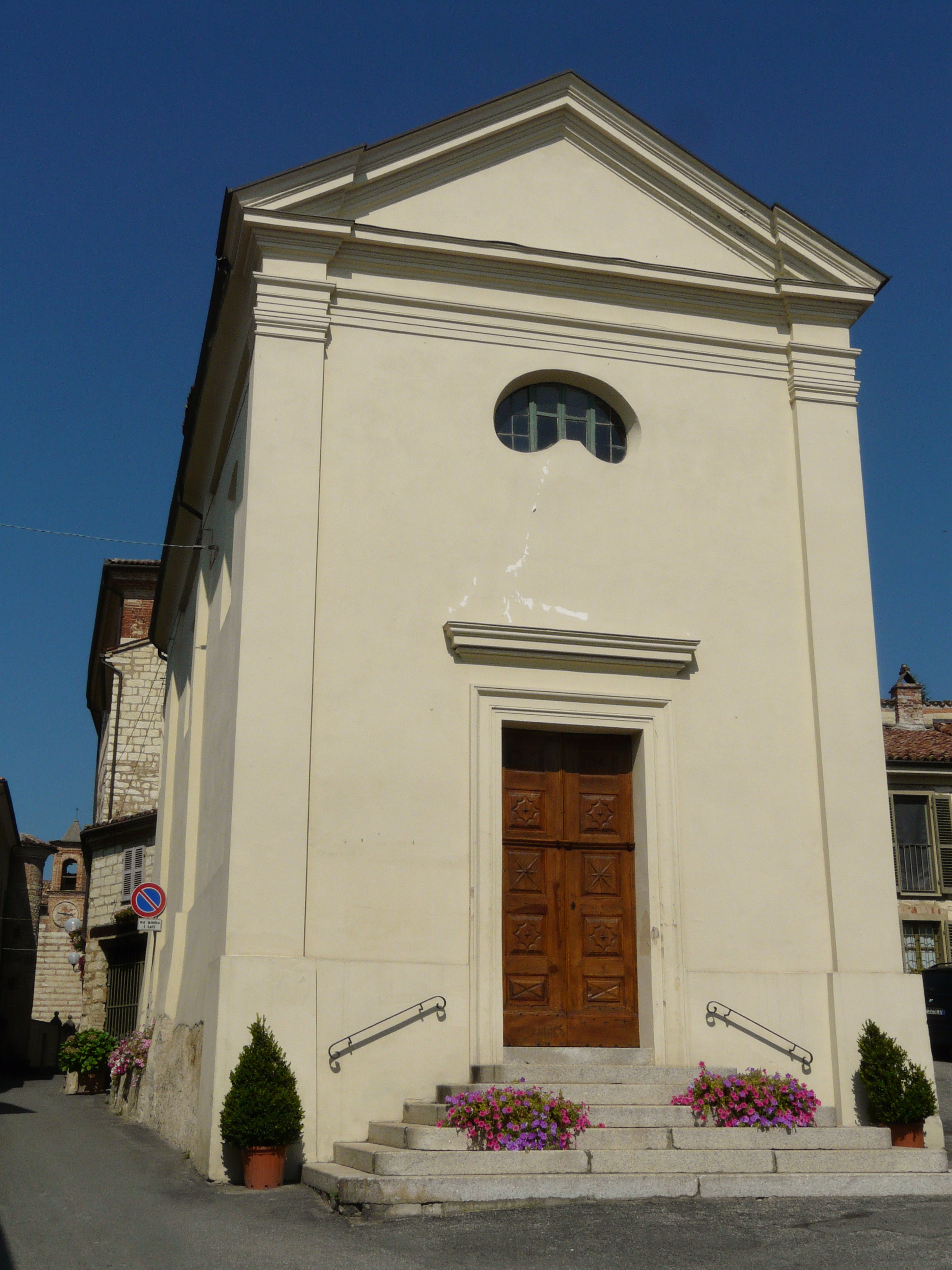
Oratorio di Sant'Antonio
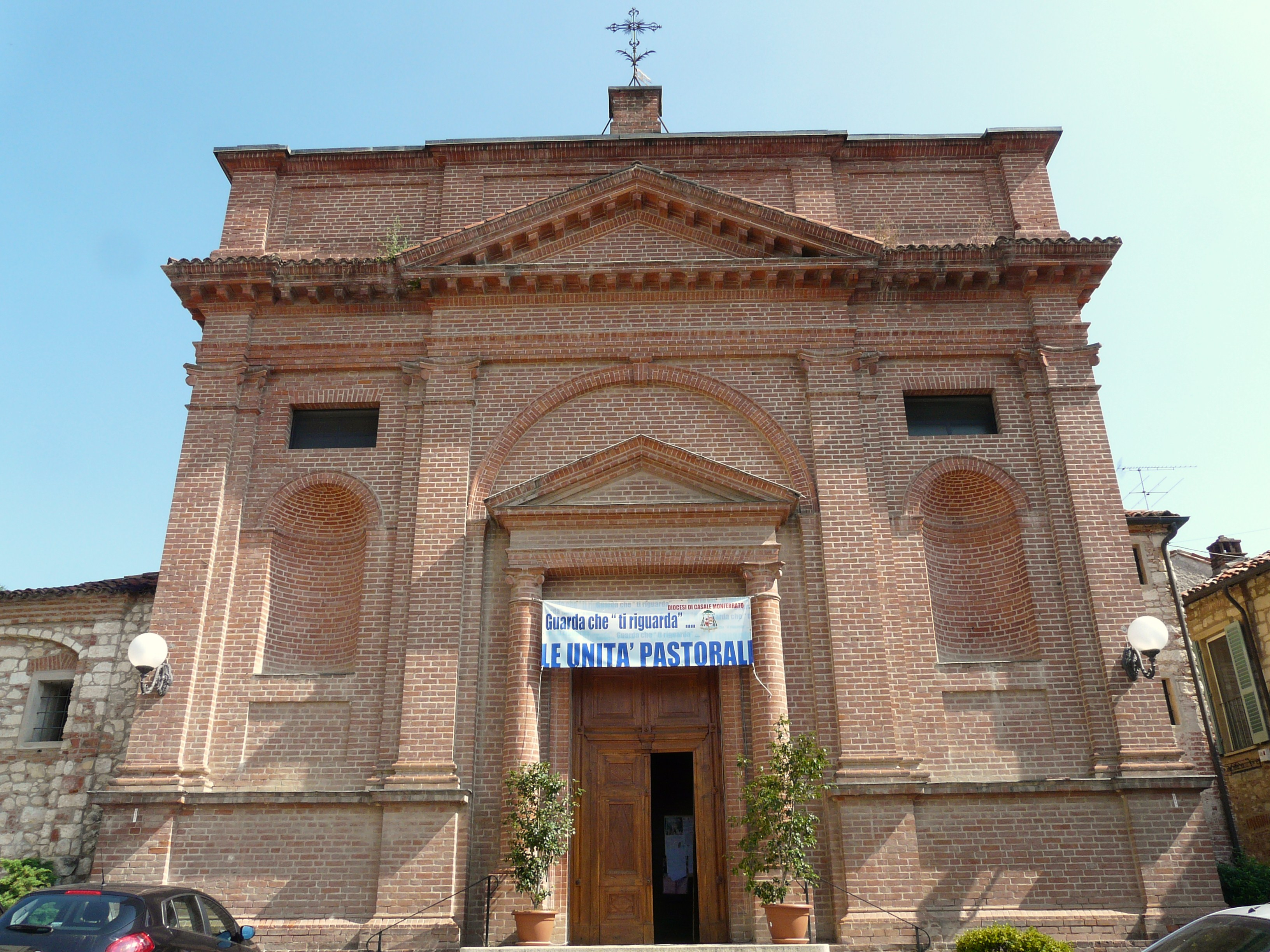
Chiesa dei Santi Quirico e Giulitta
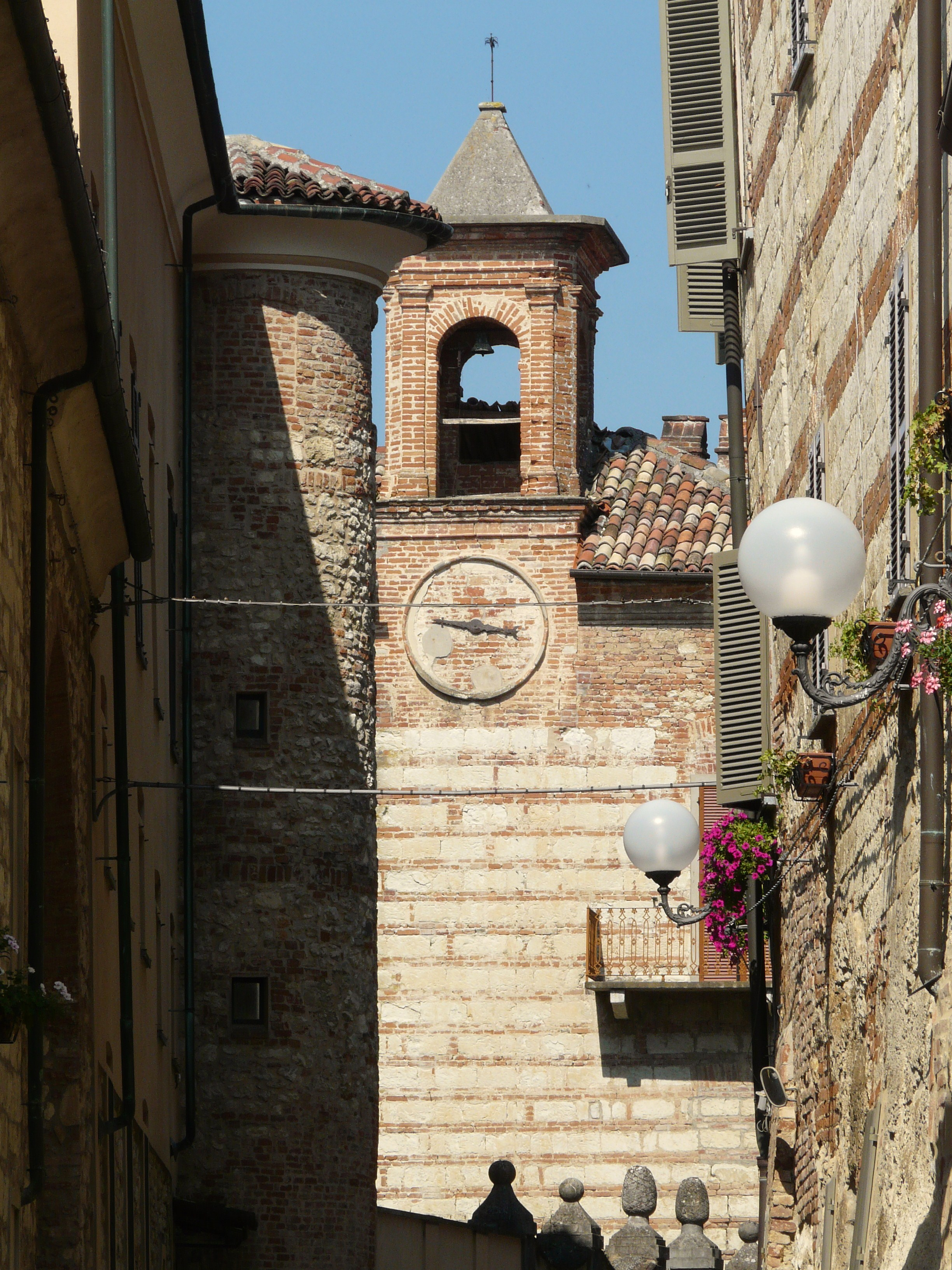
Centro storico di Cella Monte
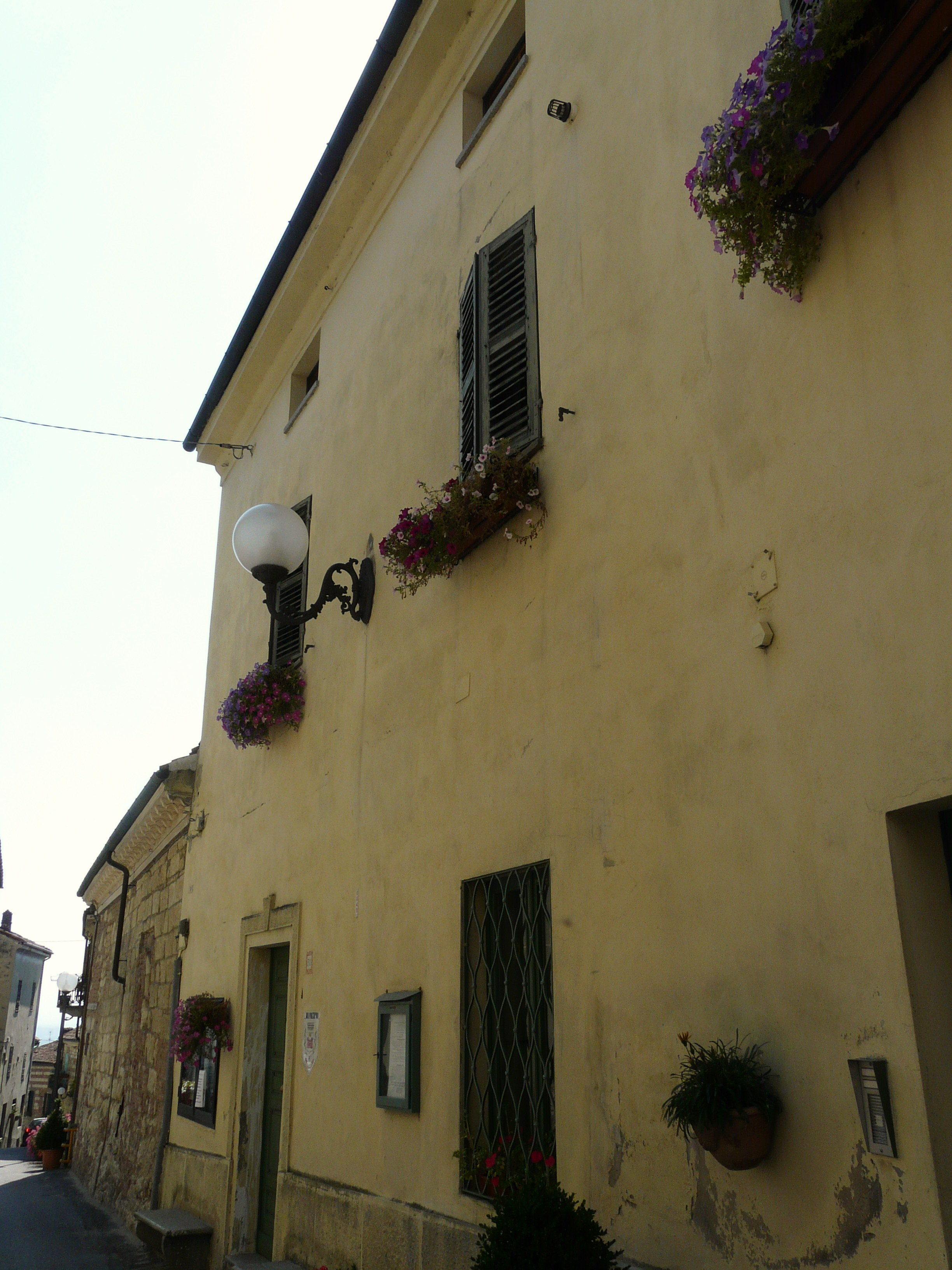
Municipio di Cella Monte
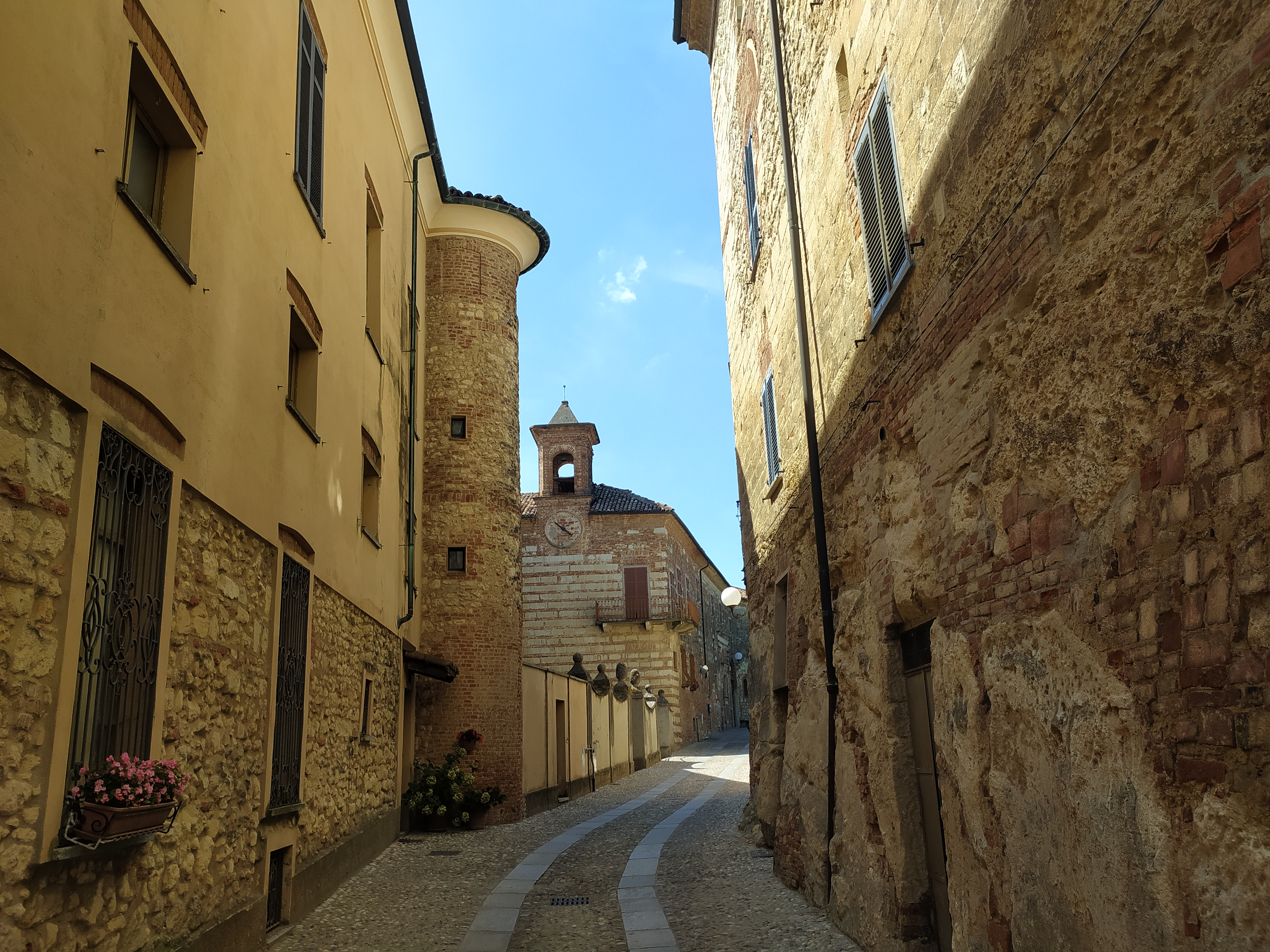
Strada centrale